# Saint-Éloy-de-Gy
Saint-Éloy-de-Gy là một xã thuộc tỉnh Cher trong vùng Centre-Val de Loire miền trung Pháp.

## Dân số
| 1962                                | 1968 | 1975 | 1982 | 1990 | 1999 | 2008 |
| ----------------------------------- | ---- | ---- | ---- | ---- | ---- | ---- |
| 972                                 | 1028 | 920  | 1071 | 1269 | 1382 | 1532 |
| Từ năm 1962 Dân số không tính trùng |      |      |      |      |      |      |